# Eugnosta unifasciana
Eugnosta unifasciana es una especie de polilla de la tribu Cochylini, familia Tortricidae. Fue descrita científicamente por Aarvik en 2010. El nombre se refiere a la fascia media en el ala anterior.
Su envergadura es de 11-14 mm. El ala anterior es color crema con tonalidades ocre. El ala posterior es gris claro.
Habita bosques mosaicos con Brachystegia.

## Distribución
Se encuentra en Tanzania.